# Dany Verissimo

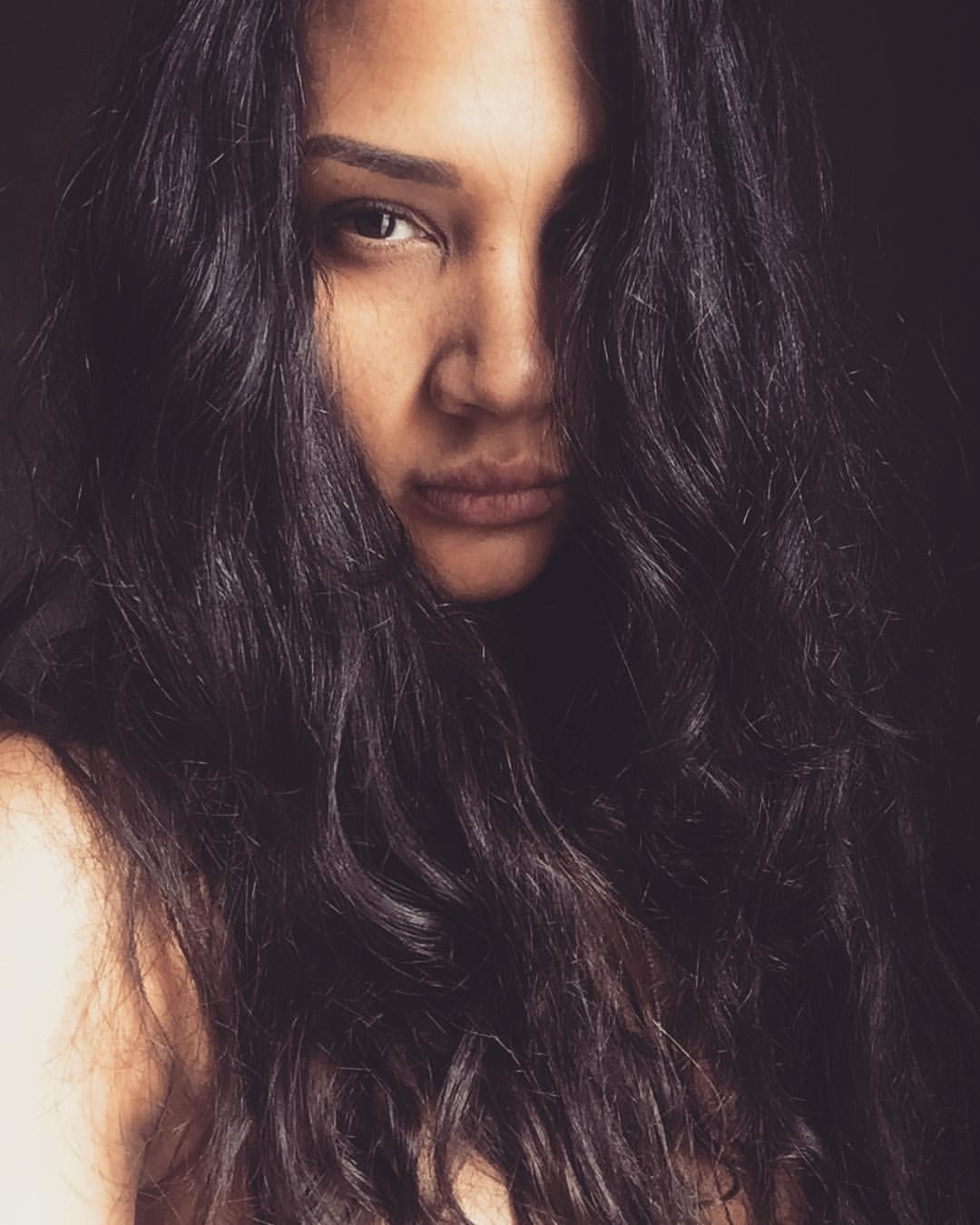
Dany Verissimo

Dany Verissimo (* 27. Juni 1982 als Dany Malalatiana Terence Petit in Vitry-sur-Seine, Frankreich) ist eine französische Schauspielerin, Model und ehemalige Pornodarstellerin.

## Leben
Dany Verissimo ist die Tochter einer aus Madagaskar stammender Mutter und eines französischen Vaters, ein Finanzdirektor der Air France. Verissimo verbrachte ihre Kindheit in Frankreich, Nigeria und in den USA. Mit 17 Jahren wurde sie auf Grund von Streitigkeiten mit ihrem neuen Stiefvater aus ihrem Elternhaus geworfen. Nach dem Rauswurf versuchte sie eine Karriere als Schauspielerin zu starten – doch ihr Erfolg ließ zu der Zeit noch zu wünschen übrig, und aus Geldnöten heuerte sie, mit 18 Jahren, in der Pornoindustrie an. In der Zeit nannte sie sich selber ‚Ally Mac Tyana‘; der Name war eine Anspielung auf den Seriennamen Ally McBeal. Sie arbeitete zwischen 2001 und 2002 für 16 Monate für den Pornoregisseur Jean Guilloré in der Hardcoreszene.
Nach ihrer Heirat verließ sie den Hardcorebereich und ging über in den Softpornobereich, in der sie sich ‚Ally Verissimo‘ nannte. Ein Jahr später wurde sie schwanger und beendete daraufhin ihr Engagement in der Erotikfilmbranche. Ihre erste seriöse Rolle hatte sie 2002 in dem Film So Long Mister Monroe.
Ihren Durchbruch hatte sie in einer Nebenrolle in einem französischen Polizeidrama Brigade des mineurs. 2004 wurde sie für die Rolle der ‚Lola‘ in dem französischen Film Ghettogangz – Die Hölle vor Paris gecastet, welche von Luc Besson auf sie abgestimmt wurde.
Nach ihrer Scheidung im Jahre 2005 bemühte sie sich verstärkt, ihre Karriere als Schauspielerin und Model weiterzuführen.
Dany Verissimo wurde in einem Artikel des Elle-Magazins als aufstrebende Nachwuchsschauspielerin anerkannt.
Eine weitere Rolle erhielt sie 2006 in dem französischen Film C’est Gradiva qui vous appelle (Der Ruf der Gradiva) unter der Regie von Alain Robbe-Grillet, der auf den 63. Internationalen Filmfestspielen von Venedig gezeigt wurde.